# Halimolobos diffusus
Halimolobos diffusus är en korsblommig växtart som först beskrevs av Asa Gray, och fick sitt nu gällande namn av Otto Eugen Schulz. Halimolobos diffusus ingår i släktet Halimolobos och familjen korsblommiga växter. Inga underarter finns listade i Catalogue of Life.